# Sapphirina bicuspidata
Sapphirina bicuspidata är en kräftdjursart som beskrevs av Giesbrecht 1891. Sapphirina bicuspidata ingår i släktet Sapphirina och familjen Sapphirinidae. Inga underarter finns listade i Catalogue of Life.